# Copa del Rey de fútbol 1988-89
La Copa del Rey de Fútbol 1988-89 fue la edición número 85 de dicha competición española. Contó con la participación de 119 equipos. Fue ganado por el Real Madrid C. F. por 1 - 0 al Real Valladolid Deportivo, siendo el 16.º título de Copa obtenido por el equipo madrileño. Para el equipo vallisoletano este subcampeonato, junto con el obtenido en la 1949/50, es lo más lejos que ha alcanzado en esta competición. Como el Real Madrid C. F. también fue campeón de liga, el Real Valladolid Deportivo representó al fútbol español en la Recopa.

## Primera ronda

### Cuadro
| Equipo 1                         | Agr.       | Equipo 2                        | Ida | Vuelta |
| -------------------------------- | ---------- | ------------------------------- | --- | ------ |
| Real Avilés Industrial           | 1-3        | Real Oviedo C. F.               | 1-2 | 0-1    |
| U. D. Las Palmas Atlético        | 0-3        | C. D. Maspalomas                | 0-1 | 0-2    |
| C. D. Arenteiro                  | 2-5        | R. C. D. Coruña                 | 2-1 | 0-4    |
| U. D. Poblense                   | 2-4        | C. D. Atlético Baleares         | 0-1 | 2-3    |
| C. Atlético Marbella             | 1-4        | C. D. Málaga                    | 1-1 | 0-3    |
| S. D. Rayo Cantabria             | 0-0 (pen.) | R. S. Gimnástica de Torrelavega | 0-0 | 0-0    |
| U. P. Plasencia                  | 2-4        | Castilla C. F.                  | 2-4 | 0-0    |
| C. D. Júpiter                    | 0-4        | C. D. Hospitalet                | 0-1 | 0-3    |
| Betis Deportivo Balompié         | 2-0        | Sevilla Atlético C.             | 1-0 | 1-0    |
| C. F. J. Mollerussa              | 5-3        | C. Gimnàstic de Tarragona       | 3-0 | 2-3    |
| U. D. Melilla                    | 5-0        | C. D. Ronda                     | 5-0 | 0-0    |
| C. D. Cieza                      | 1-2        | C. D. Eldense                   | 1-1 | 0-1    |
| Real Ávila C. F.                 | (pen.) 2-2 | C. P. Cacereño                  | 0-0 | 2-2    |
| Albacete Balompié                | 1-3        | Elche C. F.                     | 0-1 | 1-2    |
| S. D. Eibar                      | 3-0        | C. Atlético Osasuna Promesas    | 2-0 | 1-0    |
| F. C. Barcelona Aficionados      | 3-4        | F. C. Andorra                   | 2-3 | 1-1    |
| U. P. Langreo                    | 3-1        | Caudal Deportivo                | 2-1 | 1-0    |
| C. D. Teruel                     | 1-2        | Levante U. D.                   | 1-1 | 0-1    |
| U. D. Telde                      | 0-5        | C. D. Tenerife                  | 0-0 | 0-5    |
| Bergantiños F. C.                | 1-2        | C. D. Endesa As Pontes          | 1-1 | 0-1    |
| Daimiel C. F.                    | 1-3        | Córdoba C. F.                   | 1-1 | 0-2    |
| C. D. Basconia                   | 3-4        | S. D. Lemona                    | 1-1 | 2-3    |
| C. D. Orense                     | 2-1        | Pontevedra C. F.                | 0-1 | 2-0    |
| Cultural D. Leonesa              | 2-4        | C. D. Lugo                      | 2-1 | 0-3    |
| C. D. Laredo                     | 1-5        | R. Racing C. de Santander       | 0-0 | 1-5    |
| Villarreal C. F.                 | 2-3        | C. D. Castellón                 | 1-1 | 1-2    |
| Ag. D. Ceuta                     | 3-1        | R. B. Linense                   | 2-1 | 1-0    |
| Linares C. F.                    | 2-3        | Granada C. F.                   | 1-1 | 1-2    |
| S. C. D. Durango                 | 1-3        | Sestao S. C.                    | 0-2 | 1-1    |
| C. D. Mirandés                   | 2-1        | C. D. Endesa Andorra            | 2-0 | 0-1    |
| Terrassa F. C.                   | 1-2        | F. C. Barcelona Atlético        | 1-1 | 0-1    |
| Deportivo Aragón                 | 3-5        | Real Burgos C. F.               | 0-1 | 3-4    |
| Atlético Sanluqueño C. F.        | 0-2        | Xerez C. D.                     | 0-0 | 0-2    |
| U. B. Conquense                  | 1-4        | A. D. Parla                     | 1-1 | 0-3    |
| U. D. San Sebastián de los Reyes | 1-5        | R. S. D. Alcalá                 | 1-1 | 0-4    |
| Getafe C. F.                     | 1-1 (pen.) | C. D. Leganés                   | 1-0 | 0-1    |
| C. Atlético Madrileño            | (pen.) 2-2 | A. D. Rayo Vallecano            | 1-0 | 1-2    |
| C. D. Constancia                 | 1-3        | C. D. Cala Millor               | 0-0 | 1-3    |
| Benidorm C. D.                   | 2-5        | Hércules C. F.                  | 2-1 | 0-4    |
| C. P. Almería                    | 3-4        | Lorca Deportiva                 | 2-1 | 1-3    |
| U. D. Alzira                     | 3-5        | C. F. Sporting Mahonés          | 2-1 | 1-4    |
| C. D. Olímpic                    | 1-3        | C. D. Alcoyano                  | 1-1 | 0-2    |
| U. D. Fraga                      | 1-2        | U. E. Lleida                    | 0-0 | 1-2    |
| C. D. Mestalla                   | 0-1        | C. F. Gandía                    | 0-0 | 0-1    |
| C. D. Lalín                      | 3-4        | Arosa S. C.                     | 2-3 | 1-1    |
| S. D. Ponferradina               | 1-3        | U. D. Salamanca                 | 0-1 | 1-2    |
| C. D. Badajoz                    | 0-6        | R. C. Recreativo de Huelva      | 0-0 | 0-6    |
| Girona F. C.                     | 1-11       | U. E. Figueres                  | 1-6 | 0-5    |
| C. D. Arnedo                     | 3-6        | San Sebastián C. F.             | 1-2 | 2-4    |

### Partidos
| Ida; 28 de agosto de 1988 | Real Avilés Industrial | 1:2 | Real Oviedo C. F. |  |  |

| Vuelta; 07 de septiembre de 1988 | Real Oviedo C. F. | 1:0 (Global 3:1) | Real Avilés Industrial |  |  |

| Ida; 30 de agosto de 1988 | U. D. Las Palmas Atlético | 0:1 | C. D. Maspalomas |  |  |

| Vuelta; 15 de septiembre de 1988 | C. D. Maspalomas | 2:0 (Global 3:0) | U. D. Las Palmas Atlético |  |  |

| Ida; 30 de agosto de 1988 | C. D. Arenteiro | 2:1 | R. C. D. Coruña |  |  |

| Vuelta; 15 de septiembre de 1988 | R. C. D. Coruña | 4:0 (Global 5:2) | C. D. Arenteiro |  |  |

| Ida; 30 de agosto de 1988 | U. D. Poblense | 0:1 | C. D. Atlético Baleares |  |  |

| Vuelta; 15 de septiembre de 1988 | C. D. Atlético Baleares | 3:2 (Global 4:2) | U. D. Poblense |  |  |

| Ida; 30 de agosto de 1988 | C. Atlético Marbella | 1:1 | C. D. Málaga |  |  |

| Vuelta; 15 de septiembre de 1988 | C. D. Málaga | 3:0 (Global 4:1) | C. Atlético Marbella |  |  |

| Ida; 30 de agosto de 1988 | S. D. Rayo Cantabria | 0:0 | R. S. Gimnástica de Torrelavega |  |  |

| Vuelta; 15 de septiembre de 1988 | R. S. Gimnástica de Torrelavega | 0:0 (t. s.)(0-0 p.)(Global 0:0) | S. D. Rayo Cantabria |  |  |

| Ida; 30 de agosto de 1988 | U. P. Plasencia | 2:4 | Castilla C. F. |  |  |

| Vuelta; 15 de septiembre de 1988 | Castilla C. F. | 0:0 (Global 4:2) | U. P. Plasencia |  |  |

| Ida; 31 de agosto de 1988 | C. D. Júpiter | 0:1 | C. D. Hospitalet |  |  |

| Vuelta; 15 de septiembre de 1988 | C. D. Hospitalet | 3:0 (Global 4:0) | C. D. Júpiter |  |  |

| Ida; 31 de agosto de 1988 | Betis Deportivo Balompié | 1:0 | Sevilla Atlético C. |  |  |

| Vuelta; 15 de septiembre de 1988 | Sevilla Atlético C. | 0:1 (Global 0:2) | Betis Deportivo Balompié |  |  |

| Ida; 31 de agosto de 1988 | C. F. J. Mollerussa | 3:0 | C. Gimnàstic de Tarragona |  |  |

| Vuelta; 15 de septiembre de 1988 | C. Gimnàstic de Tarragona | 3:2 (Global 3:5) | C. F. J. Mollerussa |  |  |

| Ida; 31 de agosto de 1988 | U. D. Melilla | 5:0 | C. D. Ronda |  |  |

| Vuelta; 15 de septiembre de 1988 | C. D. Ronda | 0:0 (Global 0:5) | U. D. Melilla |  |  |

| Ida; 31 de agosto de 1988 | C. D. Cieza | 1:1 | C. D. Eldense |  |  |

| Vuelta; 15 de septiembre de 1988 | C. D. Eldense | 1:0 (Global 2:1) | C. D. Cieza |  |  |

| Ida; 31 de agosto de 1988 | Real Ávila C. F. | 0:0 | C. P. Cacereño |  |  |

| Vuelta; 15 de septiembre de 1988 | C. P. Cacereño | 2:2 (t. s.)(4-5 p.)(Global 2:2) | Real Ávila C. F. |  |  |

| Ida; 31 de agosto de 1988 | Albacete Balompié | 0:1 | Elche C. F. |  |  |

| Vuelta; 15 de septiembre de 1988 | Elche C. F. | 2:1 (Global 3:1) | Albacete Balompié |  |  |

| Ida; 31 de agosto de 1988 | S. D. Eibar | 2:0 | C. Atlético Osasuna Promesas |  |  |

| Vuelta; 15 de septiembre de 1988 | C. Atlético Osasuna Promesas | 0:1 (Global 0:3) | S. D. Eibar |  |  |

| Ida; 31 de agosto de 1988 | F. C. Barcelona Aficionados | 2:3 | F. C. Andorra |  |  |

| Vuelta; 15 de septiembre de 1988 | F. C. Andorra | 1:1 (Global 4:3) | F. C. Barcelona Aficionados |  |  |

| Ida; 31 de agosto de 1988 | U. P. Langreo | 2:1 | Caudal Deportivo |  |  |

| Vuelta; 15 de septiembre de 1988 | Caudal Deportivo | 0:1 (Global 1:3) | U. P. Langreo |  |  |

| Ida; 31 de agosto de 1988 | C. D. Teruel | 1:1 | Levante U. D. |  |  |

| Vuelta; 15 de septiembre de 1988 | Levante U. D. | 1:0 (Global 2:1) | C. D. Teruel |  |  |

| Ida; 31 de agosto de 1988 | U. D. Telde | 0:0 | C. D. Tenerife |  |  |

| Vuelta; 13 de septiembre de 1988 | C. D. Tenerife | 5:0 (Global 5:0) | U. D. Telde |  |  |

| Ida; 31 de agosto de 1988 | Bergantiños F. C. | 1:1 | C. D. Endesa As Pontes |  |  |

| Vuelta; 15 de septiembre de 1988 | C. D. Endesa As Pontes | 1:0 (Global 2:1) | Bergantiños F. C. |  |  |

| Ida; 31 de agosto de 1988 | Daimiel C. F. | 1:1 | Córdoba C. F. |  |  |

| Vuelta; 15 de septiembre de 1988 | Córdoba C. F. | 2:0 (Global 3:1) | Daimiel C. F. |  |  |

| Ida; 31 de agosto de 1988 | C. D. Basconia | 1:1 | S. D. Lemona |  |  |

| Vuelta; 14 de septiembre de 1988 | S. D. Lemona | 3:2 (Global 4:3) | C. D. Basconia |  |  |

| Ida; 31 de agosto de 1988 | C. D. Orense | 0:1 | Pontevedra C. F. |  |  |

| Vuelta; 15 de septiembre de 1988 | Pontevedra C. F. | 0:2 (Global 1:2) | C. D. Orense |  |  |

| Ida; 31 de agosto de 1988 | Cultural D. Leonesa | 2:1 | C. D. Lugo |  |  |

| Vuelta; 15 de septiembre de 1988 | C. D. Lugo | 3:0 (Global 4:2) | Cultural D. Leonesa |  |  |

| Ida; 31 de agosto de 1988 | C. D. Laredo | 0:0 | R. Racing C. de Santander |  |  |

| Vuelta; 15 de septiembre de 1988 | R. Racing C. de Santander | 5:1 (Global 5:1) | C. D. Laredo |  |  |

| Ida; 31 de agosto de 1988 | Villarreal C. F. | 1:1 | C. D. Castellón |  |  |

| Vuelta; 15 de septiembre de 1988 | C. D. Castellón | 2:1 (Global 3:2) | Villarreal C. F. |  |  |

| Ida; 31 de agosto de 1988 | Ag. D. Ceuta | 2:1 | R. B. Linense |  |  |

| Vuelta; 22 de septiembre de 1988 | R. B. Linense | 0:1 (Global 1:3) | Ag. D. Ceuta |  |  |

| Ida; 31 de agosto de 1988 | Linares C. F. | 1:1 | Granada C. F. |  |  |

| Vuelta; 15 de septiembre de 1988 | Granada C. F. | 2:1 (Global 3:2) | Linares C. F. |  |  |

| Ida; 31 de agosto de 1988 | S. C. D. Durango | 0:2 | Sestao S. C. |  |  |

| Vuelta; 14 de septiembre de 1988 | Sestao S. C. | 1:1 (Global 3:1) | S. C. D. Durango |  |  |

| Ida; 31 de agosto de 1988 | C. D. Mirandés | 2:0 | C. D. Endesa Andorra |  |  |

| Vuelta; 15 de septiembre de 1988 | C. D. Endesa Andorra | 1:0 (Global 1:2) | C. D. Mirandés |  |  |

| Ida; 31 de agosto de 1988 | Terrassa F. C. | 1:1 | F. C. Barcelona Atlético |  |  |

| Vuelta; 13 de septiembre de 1988 | F. C. Barcelona Atlético | 1:0 (Global 2:1) | Terrassa F. C. |  |  |

| Ida; 31 de agosto de 1988 | Deportivo Aragón | 0:1 | Real Burgos C. F. |  |  |

| Vuelta; 15 de septiembre de 1988 | Real Burgos C. F. | 4:3 (Global 5:3) | Deportivo Aragón |  |  |

| Ida; 31 de agosto de 1988 | Atlético Sanluqueño C. F. | 0:0 | Xerez C. D. |  |  |

| Vuelta; 15 de septiembre de 1988 | Xerez C. D. | 2:0 (Global 2:0) | Atlético Sanluqueño C. F. |  |  |

| Ida; 31 de agosto de 1988 | U. B. Conquense | 1:1 | A. D. Parla |  |  |

| Vuelta; 15 de septiembre de 1988 | A. D. Parla | 3:0 (Global 4:1) | U. B. Conquense |  |  |

| Ida; 31 de agosto de 1988 | U. D. San Sebastián de los Reyes | 1:1 | R. S. D. Alcalá |  |  |

| Vuelta; 15 de septiembre de 1988 | R. S. D. Alcalá | 4:0 (Global 5:1) | U. D. San Sebastián de los Reyes |  |  |

| Ida; 31 de agosto de 1988 | Getafe C. F. | 1:0 | C. D. Leganés |  |  |

| Vuelta; 15 de septiembre de 1988 | C. D. Leganés | 1:0 (t. s.)(0-0 p.)(Global 1:1) | Getafe C. F. |  |  |

| Ida; 31 de agosto de 1988 | C. Atlético Madrileño | 1:0 | A. D. Rayo Vallecano |  |  |

| Vuelta; 15 de septiembre de 1988 | A. D. Rayo Vallecano | 2:1 (t. s.)(2-3 p.)(Global 2:2) | C. Atlético Madrileño |  |  |

| Ida; 31 de agosto de 1988 | C. D. Constancia | 0:0 | C. D. Cala Millor |  |  |

| Vuelta; 15 de septiembre de 1988 | C. D. Cala Millor | 3:1 (Global 3:1) | C. D. Constancia |  |  |

| Ida; 31 de agosto de 1988 | Benidorm C. D. | 2:1 | Hércules C. F. |  |  |

| Vuelta; 15 de septiembre de 1988 | Hércules C. F. | 4:0 (Global 5:2) | Benidorm C. D. |  |  |

| Ida; 31 de agosto de 1988 | C. P. Almería | 2:1 | Lorca Deportiva |  |  |

| Vuelta; 15 de septiembre de 1988 | Lorca Deportiva | 3:1 (Global 4:3) | C. P. Almería |  |  |

| Ida; 31 de agosto de 1988 | U. D. Alzira | 2:1 | C. F. Sporting Mahonés |  |  |

| Vuelta; 08 de septiembre de 1988 | C. F. Sporting Mahonés | 4:1 (Global 5:3) | U. D. Alzira |  |  |

| Ida; 31 de agosto de 1988 | C. D. Olímpic | 1:1 | C. D. Alcoyano |  |  |

| Vuelta; 15 de septiembre de 1988 | C. D. Alcoyano | 2:0 (Global 3:1) | C. D. Olímpic |  |  |

| Ida; 31 de agosto de 1988 | U. D. Fraga | 0:0 | U. E. Lleida |  |  |

| Vuelta; 15 de septiembre de 1988 | U. E. Lleida | 2:1 (Global 2:1) | U. D. Fraga |  |  |

| Ida; 31 de agosto de 1988 | C. D. Mestalla | 0:0 | C. F. Gandía |  |  |

| Vuelta; 15 de septiembre de 1988 | C. F. Gandía | 1:0 (Global 1:0) | C. D. Mestalla |  |  |

| Ida; 31 de agosto de 1988 | C. D. Lalín | 2:3 | Arosa S. C. |  |  |

| Vuelta; 15 de septiembre de 1988 | Arosa S. C. | 1:1 (Global 4:3) | C. D. Lalín |  |  |

| Ida; 07 de septiembre de 1988 | S. D. Ponferradina | 0:1 | U. D. Salamanca |  |  |

| Vuelta; 15 de septiembre de 1988 | U. D. Salamanca | 2:1 (Global 3:1) | S. D. Ponferradina |  |  |

| Ida; 07 de septiembre de 1988 | C. D. Badajoz | 0:0 | R. C. Recreativo de Huelva |  |  |

| Vuelta; 15 de septiembre de 1988 | R. C. Recreativo de Huelva | 6:0 (Global 6:0) | C. D. Badajoz |  |  |

| Ida; 07 de septiembre de 1988 | Girona F. C. | 1:6 | U. E. Figueres |  |  |

| Vuelta; 14 de septiembre de 1988 | U. E. Figueres | 5:0 (Global 11:1) | Girona F. C. |  |  |

| Ida; 08 de septiembre de 1988 | C. D. Arnedo | 1:2 | San Sebastián C. F. |  |  |

| Vuelta; 15 de septiembre de 1988 | San Sebastián C. F. | 4:2 (Global 6:3) | C. D. Arnedo |  |  |

## Segunda ronda

### Cuadro
| Equipo 1                        | Agr.       | Equipo 2                   | Ida | Vuelta |
| ------------------------------- | ---------- | -------------------------- | --- | ------ |
| Betis Deportivo Balompié        | 1-7        | R. C. Recreativo de Huelva | 1-1 | 0-6    |
| C. D. Endesa As Pontes          | 1-3        | R. C. D. Coruña            | 1-1 | 0-2    |
| A. D. Parla                     | 0-2        | C. D. Leganés              | 0-0 | 0-2    |
| S. D. Lemona                    | 1-4        | Sestao S. C.               | 0-1 | 1-3    |
| U. P. Langreo                   | 0-8        | Real Oviedo C. F.          | 0-4 | 0-4    |
| C. D. Hospitalet                | 1-2        | F. C. Barcelona Atlético   | 1-1 | 0-1    |
| F. C. Andorra                   | 3-5        | U. E. Figueres             | 0-3 | 3-2    |
| C. D. Orense                    | 2-3        | Arosa S. C.                | 2-1 | 0-2    |
| Córdoba C. F.                   | 5-2        | Granada C. F.              | 3-1 | 2-1    |
| C. F. Gandía                    | 2-3        | C. F. Sporting Mahonés     | 1-1 | 1-2    |
| Lorca Deportiva                 | 0-2        | Cartagena F. C.            | 0-1 | 0-1    |
| Real Ávila C. F.                | 4-2        | Castilla C. F.             | 4-2 | 0-0    |
| R. S. D. Alcalá                 | 4-2        | C. Atlético Madrileño      | 1-0 | 3-2    |
| San Sebastián C. F.             | 3-1        | S. D. Eibar                | 1-0 | 2-1    |
| C. F. J. Mollerussa             | 1-3        | U. E. Lleida               | 1-3 | 0-0    |
| Levante U. D.                   | 4-7        | C. D. Castellón            | 2-1 | 2-6    |
| C. D. Alcoyano                  | 1-3        | Hércules C. F.             | 1-1 | 0-2    |
| C. D. Eldense                   | 2-2 (pen.) | Elche C. F.                | 1-1 | 1-1    |
| U. D. Melilla                   | 3-4        | C. D. Málaga               | 2-3 | 1-1    |
| C. D. Maspalomas                | 2-3        | C. D. Tenerife             | 2-2 | 0-1    |
| C. D. Cala Millor               | 0-4        | C. D. Atlético Baleares    | 0-1 | 0-3    |
| Ag. D. Ceuta                    | 2-3        | Xerez C. D.                | 2-1 | 0-2    |
| C. D. Lugo                      | 3-2        | U. D. Salamanca            | 2-0 | 1-2    |
| R. S. Gimnástica de Torrelavega | 0-6        | R. Racing C. de Santander  | 0-1 | 0-5    |
| C. D. Mirandés                  | 2-7        | Real Burgos C. F.          | 1-2 | 1-5    |

### Partidos
| Ida; 28 de septiembre de 1988 | Betis Deportivo Balompié | 1:1 | R. C. Recreativo de Huelva |  |  |

| Vuelta; 19 de octubre de 1988 | R. C. Recreativo de Huelva | 6:0 (Global 7:1) | Betis Deportivo Balompié |  |  |

| Ida; 28 de septiembre de 1988 | C. D. Endesa As Pontes | 1:1 | R. C. D. Coruña |  |  |

| Vuelta; 19 de octubre de 1988 | R. C. D. Coruña | 2:0 (Global 3:1) | C. D. Endesa As Pontes |  |  |

| Ida; 28 de septiembre de 1988 | A. D. Parla | 0:0 | C. D. Leganés |  |  |

| Vuelta; 12 de octubre de 1988 | C. D. Leganés | 2:0 (Global 2:0) | A. D. Parla |  |  |

| Ida; 28 de septiembre de 1988 | S. D. Lemona | 0:1 | Sestao S. C. |  |  |

| Vuelta; 12 de octubre de 1988 | Sestao S. C. | 3:1 (Global 4:1) | S. D. Lemona |  |  |

| Ida; 28 de septiembre de 1988 | U. P. Langreo | 0:4 | Real Oviedo C. F. |  |  |

| Vuelta; 19 de octubre de 1988 | Real Oviedo C. F. | 4:0 (Global 8:0) | U. P. Langreo |  |  |

| Ida; 28 de septiembre de 1988 | C. D. Hospitalet | 1:1 | F. C. Barcelona Atlético |  |  |

| Vuelta; 19 de octubre de 1988 | F. C. Barcelona Atlético | 1:0 (Global 2:1) | C. D. Hospitalet |  |  |

| Ida; 28 de septiembre de 1988 | F. C. Andorra | 0:3 | U. E. Figueres |  |  |

| Vuelta; 19 de octubre de 1988 | U. E. Figueres | 2:3 (Global 5:3) | F. C. Andorra |  |  |

| Ida; 28 de septiembre de 1988 | C. D. Orense | 2:1 | Arosa S. C. |  |  |

| Vuelta; 12 de octubre de 1988 | Arosa S. C. | 2:0 (Global 3:2) | C. D. Orense |  |  |

| Ida; 28 de septiembre de 1988 | Córdoba C. F. | 3:1 | Granada C. F. |  |  |

| Vuelta; 19 de octubre de 1988 | Granada C. F. | 1:2 (Global 2:5) | Córdoba C. F. |  |  |

| Ida; 28 de septiembre de 1988 | C. F. Gandía | 1:1 | C. F. Sporting Mahonés |  |  |

| Vuelta; 19 de octubre de 1988 | C. F. Sporting Mahonés | 2:1 (Global 3:2) | C. F. Gandía |  |  |

| Ida; 28 de septiembre de 1988 | Lorca Deportiva | 0:1 | Cartagena F. C. |  |  |

| Vuelta; 19 de octubre de 1988 | Cartagena F. C. | 1:0 (Global 2:0) | Lorca Deportiva |  |  |

| Ida; 28 de septiembre de 1988 | Real Ávila C. F. | 4:2 | Castilla C. F. |  |  |

| Vuelta; 19 de octubre de 1988 | Castilla C. F. | 0:0 (Global 2:4) | Real Ávila C. F. |  |  |

| Ida; 28 de septiembre de 1988 | R. S. D. Alcalá | 1:0 | C. Atlético Madrileño |  |  |

| Vuelta; 19 de octubre de 1988 | C. Atlético Madrileño | 2:3 (Global 2:4) | R. S. D. Alcalá |  |  |

| Ida; 28 de septiembre de 1988 | San Sebastián C. F. | 1:0 | S. D. Eibar |  |  |

| Vuelta; 12 de octubre de 1988 | S. D. Eibar | 1:2 (Global 1:3) | San Sebastián C. F. |  |  |

| Ida; 28 de septiembre de 1988 | C. F. J. Mollerussa | 1:3 | U. E. Lleida |  |  |

| Vuelta; 19 de octubre de 1988 | U. E. Lleida | 0:0 (Global 3:1) | C. F. J. Mollerussa |  |  |

| Ida; 28 de septiembre de 1988 | Levante U. D. | 2:1 | C. D. Castellón |  |  |

| Vuelta; 19 de octubre de 1988 | C. D. Castellón | 6:2 (Global 7:4) | Levante U. D. |  |  |

| Ida; 28 de septiembre de 1988 | C. D. Alcoyano | 1:1 | Hércules C. F. |  |  |

| Vuelta; 12 de octubre de 1988 | Hércules C. F. | 2:0 (Global 3:1) | C. D. Alcoyano |  |  |

| Ida; 28 de septiembre de 1988 | C. D. Eldense | 1:1 | Elche C. F. |  |  |

| Vuelta; 19 de octubre de 1988 | Elche C. F. | 1:1 (t. s.)(5-3 p.)(Global 2:2) | C. D. Eldense |  |  |

| Ida; 28 de septiembre de 1988 | U. D. Melilla | 2:3 | C. D. Málaga |  |  |

| Vuelta; 19 de octubre de 1988 | C. D. Málaga | 1:1 (Global 4:3) | U. D. Melilla |  |  |

| Ida; 28 de septiembre de 1988 | C. D. Maspalomas | 2:2 | C. D. Tenerife |  |  |

| Vuelta; 12 de octubre de 1988 | C. D. Tenerife | 1:0 (Global 3:2) | C. D. Maspalomas |  |  |

| Ida; 28 de septiembre de 1988 | C. D. Cala Millor | 0:1 | C. D. Atlético Baleares |  |  |

| Vuelta; 12 de octubre de 1988 | C. D. Atlético Baleares | 3:0 (Global 4:0) | C. D. Cala Millor |  |  |

| Ida; 28 de septiembre de 1988 | Ag. D. Ceuta | 2:1 | Xerez C. D. |  |  |

| Vuelta; 19 de octubre de 1988 | Xerez C. D. | 2:0 (Global 3:2) | Ag. D. Ceuta |  |  |

| Ida; 05 de octubre de 1988 | C. D. Lugo | 2:0 | U. D. Salamanca |  |  |

| Vuelta; 12 de octubre de 1988 | U. D. Salamanca | 2:1 (Global 2:3) | C. D. Lugo |  |  |

| Ida; 12 de octubre de 1988 | R. S. Gimnástica de Torrelavega | 0:1 | R. Racing C. de Santander |  |  |

| Vuelta; 19 de octubre de 1988 | R. Racing C. de Santander | 5:0 (Global 6:0) | R. S. Gimnástica de Torrelavega |  |  |

| Ida; 12 de octubre de 1988 | C. D. Mirandés | 1:2 | Real Burgos C. F. |  |  |

| Vuelta; 19 de octubre de 1988 | Real Burgos C. F. | 5:1 (Global 7:2) | C. D. Mirandés |  |  |

## Tercera ronda

### Cuadro
| Equipo 1                 | Agr. | Equipo 2                   | Ida | Vuelta |
| ------------------------ | ---- | -------------------------- | --- | ------ |
| C. F. Sporting Mahonés   | 3-5  | Real Burgos C. F.          | 3-1 | 0-4    |
| Arosa S. C.              | 3-0  | Hércules C. F.             | 1-0 | 2-0    |
| C. D. Atlético Baleares  | 0-4  | R. C. Recreativo de Huelva | 0-1 | 0-3    |
| F. C. Barcelona Atlético | 2-3  | R. Racing C. de Santander  | 1-2 | 1-1    |
| San Sebastián C. F.      | 6-7  | R. C. D. Coruña            | 3-1 | 3-6    |
| C. D. Leganés            | 1-7  | C. D. Málaga               | 1-1 | 0-6    |
| Real Ávila C. F.         | 2-4  | Elche C. F.                | 1-1 | 1-3    |
| Córdoba C. F.            | 1-2  | Xerez C. D.                | 0-2 | 1-0    |
| U. E. Figueres           | 2-4  | U. E. Lleida               | 1-2 | 1-2    |
| C. D. Lugo               | 2-3  | Sestao S. C.               | 1-2 | 1-1    |
| C. E. Sabadell F. C.     | 4-2  | Real Oviedo C. F.          | 2-0 | 2-2    |
| R. S. D. Alcalá          | 1-2  | Cartagena F. C.            | 1-0 | 0-2    |
| C. D. Tenerife           | 3-2  | C. D. Castellón            | 2-0 | 1-2    |

### Partidos
| Ida; 01 de noviembre de 1988 | C. F. Sporting Mahonés | 3:1 | Real Burgos C. F. |  |  |

| Vuelta; 08 de diciembre de 1988 | Real Burgos C. F. | 4:0 (Global 5:3) | C. F. Sporting Mahonés |  |  |

| Ida; 01 de noviembre de 1988 | Arosa S. C. | 1:0 | Hércules C. F. |  |  |

| Vuelta; 08 de diciembre de 1988 | Hércules C. F. | 0:2 (Global 0:3) | Arosa S. C. |  |  |

| Ida; 01 de noviembre de 1988 | C. D. Atlético Baleares | 0:1 | R. C. Recreativo de Huelva |  |  |

| Vuelta; 06 de diciembre de 1988 | R. C. Recreativo de Huelva | 3:0 (Global 4:0) | C. D. Atlético Baleares |  |  |

| Ida; 01 de noviembre de 1988 | F. C. Barcelona Atlético | 1:2 | R. Racing C. de Santander |  |  |

| Vuelta; 06 de diciembre de 1988 | R. Racing C. de Santander | 1:1 (Global 3:2) | F. C. Barcelona Atlético |  |  |

| Ida; 02 de noviembre de 1988 | San Sebastián C. F. | 3:1 | R. C. D. Coruña |  |  |

| Vuelta; 08 de diciembre de 1988 | R. C. D. Coruña | 6:3 (Global 7:6) | San Sebastián C. F. |  |  |

| Ida; 02 de noviembre de 1988 | C. D. Leganés | 1:1 | C. D. Málaga |  |  |

| Vuelta; 08 de diciembre de 1988 | C. D. Málaga | 6:0 (Global 7:1) | C. D. Leganés |  |  |

| Ida; 02 de noviembre de 1988 | Real Ávila C. F. | 1:1 | Elche C. F. |  |  |

| Vuelta; 08 de diciembre de 1988 | Elche C. F. | 3:1 (Global 4:2) | Real Ávila C. F. |  |  |

| Ida; 02 de noviembre de 1988 | Córdoba C. F. | 0:2 | Xerez C. D. |  |  |

| Vuelta; 08 de diciembre de 1988 | Xerez C. D. | 0:1 (Global 2:1) | Córdoba C. F. |  |  |

| Ida; 02 de noviembre de 1988 | U. E. Figueres | 1:2 | U. E. Lleida |  |  |

| Vuelta; 08 de diciembre de 1988 | U. E. Lleida | 2:1 (Global 4:2) | U. E. Figueres |  |  |

| Ida; 02 de noviembre de 1988 | C. D. Lugo | 1:2 | Sestao S. C. |  |  |

| Vuelta; 08 de diciembre de 1988 | Sestao S. C. | 1:1 (Global 3:2) | C. D. Lugo |  |  |

| Ida; 02 de noviembre de 1988 | C. E. Sabadell F. C. | 2:0 | Real Oviedo C. F. |  |  |

| Vuelta; 08 de diciembre de 1988 | Real Oviedo C. F. | 2:2 (Global 2:4) | C. E. Sabadell F. C. |  |  |

| Ida; 02 de noviembre de 1988 | R. S. D. Alcalá | 1:0 | Cartagena F. C. |  |  |

| Vuelta; 08 de diciembre de 1988 | Cartagena F. C. | 2:0 (Global 2:1) | R. S. D. Alcalá |  |  |

| Ida; 13 de noviembre de 1988 | C. D. Tenerife | 2:0 | C. D. Castellón |  |  |

| Vuelta; 08 de diciembre de 1988 | C. D. Castellón | 2:1 (Global 2:3) | C. D. Tenerife |  |  |

## Dieciseisavos de final

### Cuadro
| Equipo 1                   | Agr. | Equipo 2                  | Ida | Vuelta |
| -------------------------- | ---- | ------------------------- | --- | ------ |
| R. C. D. Coruña            | 3-2  | C. E. Sabadell F. C.      | 3-1 | 0-1    |
| Real Zaragoza C. D.        | 1-2  | Real Valladolid Deportivo | 0-1 | 1-1    |
| C. D. Málaga               | 0-1  | R. C. D. Español          | 0-0 | 0-1    |
| Real Betis Balompié        | 5-1  | C. D. Logroñés            | 5-1 | 0-0    |
| U. E. Lleida               | 3-5  | Cádiz C. F.               | 1-3 | 2-2    |
| R. C. Recreativo de Huelva | 5-4  | Real Murcia C. F.         | 3-1 | 2-3    |
| Real Burgos C. F.          | 1-3  | R. C. D. Mallorca         | 1-1 | 0-2    |
| Cartagena F. C.            | 0-7  | F. C. Barcelona           | 0-3 | 0-4    |
| C. Atlético Osasuna        | 2-1  | Sevilla F. C.             | 1-0 | 1-1    |
| Arosa S. C.                | 0-2  | Real Sociedad de F.       | 0-1 | 0-1    |
| Xerez C. D.                | 3-6  | R. C. Celta de Vigo       | 2-2 | 1-4    |
| Sestao S. C.               | 0-1  | Athletic Club             | 0-0 | 0-1    |
| R. Racing C. de Santander  | 3-2  | Valencia C. F.            | 0-0 | 3-2    |
| Elche C. F.                | 2-3  | Real Madrid C. F.         | 1-2 | 1-1    |
| C. D. Tenerife             | 3-6  | R. Sporting de Gijón      | 2-1 | 1-5    |
| C. Atlético de Madrid      | 3-0  | U. D. Las Palmas          | 1-0 | 2-0    |

### Partidos
| Ida; 21 de enero de 1989 | R. C. D. Coruña | 3:1 | C. E. Sabadell F. C. |  |  |

| Vuelta; 04 de febrero de 1989 | C. E. Sabadell F. C. | 1:0 (Global 2:3) | R. C. D. Coruña |  |  |

| Ida; 22 de enero de 1989 | Real Zaragoza C. D. | 0:1 | Real Valladolid Deportivo |  |  |

| Vuelta; 05 de febrero de 1989 | Real Valladolid Deportivo | 1:1 (Global 2:1) | Real Zaragoza C. D. |  |  |

| Ida; 22 de enero de 1989 | C. D. Málaga | 0:0 | R. C. D. Español |  |  |

| Vuelta; 05 de febrero de 1989 | R. C. D. Español | 1:0 (Global 1:0) | C. D. Málaga |  |  |

| Ida; 22 de enero de 1989 | Real Betis Balompié | 5:1 | C. D. Logroñés |  |  |

| Vuelta; 05 de febrero de 1989 | C. D. Logroñés | 0:0 (Global 1:5) | Real Betis Balompié |  |  |

| Ida; 22 de enero de 1989 | U. E. Lleida | 1:3 | Cádiz C. F. |  |  |

| Vuelta; 01 de febrero de 1989 | Cádiz C. F. | 2:2 (Global 5:3) | U. E. Lleida |  |  |

| Ida; 22 de enero de 1989 | R. C. Recreativo de Huelva | 3:1 | Real Murcia C. F. |  |  |

| Vuelta; 02 de febrero de 1989 | Real Murcia C. F. | 3:2 (Global 4:5) | R. C. Recreativo de Huelva |  |  |

| Ida; 25 de enero de 1989 | Real Burgos C. F. | 1:1 | R. C. D. Mallorca |  |  |

| Vuelta; 01 de febrero de 1989 | R. C. D. Mallorca | 2:0 (Global 3:1) | Real Burgos C. F. |  |  |

| Ida; 25 de enero de 1989 | Cartagena F. C. | 0:3 | F. C. Barcelona |  |  |

| Vuelta; 01 de febrero de 1989 | F. C. Barcelona | 4:0 (Global 7:0) | Cartagena F. C. |  |  |

| Ida; 25 de enero de 1989 | C. Atlético Osasuna | 1:0 | Sevilla F. C. |  |  |

| Vuelta; 01 de febrero de 1989 | Sevilla F. C. | 1:1 (Global 1:2) | C. Atlético Osasuna |  |  |

| Ida; 25 de enero de 1989 | Arosa S. C. | 0:1 | Real Sociedad de F. |  |  |

| Vuelta; 01 de febrero de 1989 | Real Sociedad de F. | 1:0 (Global 2:0) | Arosa S. C. |  |  |

| Ida; 25 de enero de 1989 | Xerez C. D. | 2:2 | R. C. Celta de Vigo |  |  |

| Vuelta; 01 de febrero de 1989 | R. C. Celta de Vigo | 4:1 (Global 6:3) | Xerez C. D. |  |  |

| Ida; 25 de enero de 1989 | Sestao S. C. | 0:0 | Athletic Club |  |  |

| Vuelta; 01 de febrero de 1989 | Athletic Club | 1:0 (Global 1:0) | Sestao S. C. |  |  |

| Ida; 25 de enero de 1989 | R. Racing C. de Santander | 0:0 | Valencia C. F. |  |  |

| Vuelta; 01 de febrero de 1989 | Valencia C. F. | 2:3 (Global 2:3) | R. Racing C. de Santander |  |  |

| Ida; 25 de enero de 1989 | Elche C. F. | 1:2 | Real Madrid C. F. |  |  |

| Vuelta; 01 de febrero de 1989 | Real Madrid C. F. | 1:1 (Global 3:2) | Elche C. F. |  |  |

| Ida; 25 de enero de 1989 | C. D. Tenerife | 2:1 | R. Sporting de Gijón |  |  |

| Vuelta; 01 de febrero de 1989 | R. Sporting de Gijón | 5:1 (Global 6:3) | C. D. Tenerife |  |  |

| Ida; 25 de enero de 1989 | C. Atlético de Madrid | 1:0 | U. D. Las Palmas |  |  |

| Vuelta; 01 de febrero de 1989 | U. D. Las Palmas | 0:2 (Global 0:3) | C. Atlético de Madrid |  |  |

## Octavos de final

### Cuadro
| Equipo 1                   | Agr.       | Equipo 2                  | Ida | Vuelta |
| -------------------------- | ---------- | ------------------------- | --- | ------ |
| R. Racing C. de Santander  | 2-4        | F. C. Barcelona           | 0-1 | 2-3    |
| R. C. D. Español           | 0-3        | C. Atlético de Madrid     | 0-0 | 0-3    |
| R. Sporting de Gijón       | 7-10       | Real Madrid C. F.         | 5-5 | 2-5    |
| R. C. Celta de Vigo        | (pen.) 1-1 | C. Atlético Osasuna       | 1-0 | 0-1    |
| R. C. D. Coruña            | (pen.) 1-1 | Real Sociedad de F.       | 0-0 | 1-1    |
| R. C. Recreativo de Huelva | 0-0 (pen.) | R. C. D. Mallorca         | 0-0 | 0-0    |
| Athletic Club              | 2-4        | Real Valladolid Deportivo | 1-1 | 1-3    |
| Cádiz C. F.                | (pen.) 2-2 | Real Betis Balompié       | 0-0 | 2-2    |

### Partidos
| Ida; 15 de febrero de 1989 | R. Racing C. de Santander | 0:1 | F. C. Barcelona |  |  |

| Vuelta; 22 de febrero de 1989 | F. C. Barcelona | 3:2 (Global 4:2) | R. Racing C. de Santander |  |  |

| Ida; 15 de febrero de 1989 | R. C. D. Español | 0:0 | C. Atlético de Madrid |  |  |

| Vuelta; 22 de febrero de 1989 | C. Atlético de Madrid | 3:0 (Global 3:0) | R. C. D. Español |  |  |

| Ida; 15 de febrero de 1989 | R. Sporting de Gijón | 5:5 | Real Madrid C. F. |  |  |

| Vuelta; 22 de febrero de 1989 | Real Madrid C. F. | 5:2 (Global 10:7) | R. Sporting de Gijón |  |  |

| Ida; 15 de febrero de 1989 | R. C. Celta de Vigo | 1:0 | C. Atlético Osasuna |  |  |

| Vuelta; 22 de febrero de 1989 | C. Atlético Osasuna | 1:0 (t. s.)(3-4 p.)(Global 1:1) | R. C. Celta de Vigo |  |  |

| Ida; 15 de febrero de 1989 | R. C. D. Coruña | 0:0 | Real Sociedad de F. |  |  |

| Vuelta; 22 de febrero de 1989 | Real Sociedad de F. | 1:1 (t. s.)(1-3 p.)(Global 1:1) | R. C. D. Coruña |  |  |

| Ida; 15 de febrero de 1989 | R. C. Recreativo de Huelva | 0:0 | R. C. D. Mallorca |  |  |

| Vuelta; 22 de febrero de 1989 | R. C. D. Mallorca | 0:0 (t. s.)(5-4 p.)(Global 0:0) | R. C. Recreativo de Huelva |  |  |

| Ida; 15 de febrero de 1989 | Athletic Club | 1:1 | Real Valladolid Deportivo |  |  |

| Vuelta; 22 de febrero de 1989 | Real Valladolid Deportivo | 3:1 (Global 4:2) | Athletic Club |  |  |

| Ida; 15 de febrero de 1989 | Cádiz C. F. | 0:0 | Real Betis Balompié |  |  |

| Vuelta; 22 de febrero de 1989 | Real Betis Balompié | 2:2 (t. s.)(2-4 p.)(Global 2:2) | Cádiz C. F. |  |  |

## Cuartos de final

### Cuadro
| Equipo 1                  | Agr.       | Equipo 2              | Ida | Vuelta |
| ------------------------- | ---------- | --------------------- | --- | ------ |
| Real Valladolid Deportivo | (pen.) 2-2 | Cádiz C. F.           | 2-1 | 0-1    |
| F. C. Barcelona           | 3-7        | C. Atlético de Madrid | 3-3 | 0-4    |
| Real Madrid C. F.         | 4-2        | R. C. Celta de Vigo   | 4-1 | 0-1    |
| R. C. D. Coruña           | 4-2        | R. C. D. Mallorca     | 4-1 | 0-1    |

### Partidos
| Ida; 19 de marzo de 1989 | Real Valladolid Deportivo | 2:1 | Cádiz C. F. |  |  |

| Vuelta; 22 de abril de 1989 | Cádiz C. F. | 1:0 (t. s.)(3-4 p.)(Global 2:2) | Real Valladolid Deportivo |  |  |

| Ida; 29 de marzo de 1989 | F. C. Barcelona | 3:3 | C. Atlético de Madrid |  |  |

| Vuelta; 12 de abril de 1989 | C. Atlético de Madrid | 4:0 (Global 7:3) | F. C. Barcelona |  |  |

| Ida; 29 de marzo de 1989 | Real Madrid C. F. | 4:1 | R. C. Celta de Vigo |  |  |

| Vuelta; 11 de mayo de 1989 | R. C. Celta de Vigo | 1:0 (Global 2:4) | Real Madrid C. F. |  |  |

| Ida; 29 de marzo de 1989 | R. C. D. Coruña | 4:1 | R. C. D. Mallorca |  |  |

| Vuelta; 12 de abril de 1989 | R. C. D. Mallorca | 1:0 (Global 2:4) | R. C. D. Coruña |  |  |

## Semifinales

### Cuadro
| Equipo 1              | Agr. | Equipo 2                  | Ida | Vuelta |
| --------------------- | ---- | ------------------------- | --- | ------ |
| R. C. D. Coruña       | 1-2  | Real Valladolid Deportivo | 1-0 | 0-2    |
| C. Atlético de Madrid | 0-3  | Real Madrid C. F.         | 0-2 | 0-1    |

### Partidos
| Ida; 06 de junio de 1989 | R. C. D. Coruña | 1:0 | Real Valladolid Deportivo |  |  |

| Vuelta; 14 de junio de 1989 | Real Valladolid Deportivo | 2:0 (Global 2:1) | R. C. D. Coruña |  |  |

| Ida; 07 de junio de 1989 | C. Atlético de Madrid | 0:2 | Real Madrid C. F. |  |  |

| Vuelta; 21 de junio de 1989 | Real Madrid C. F. | 1:0 (Global 3:0) | C. Atlético de Madrid |  |  |

## Final
| 1          | POR        | Paco Buyo             |     |
| 2          | DEF        | Chendo                |     |
| 10         | DEF        | Ricardo Gallego       |     |
| 5          | DEF        | Manolo Sanchís        |     |
| 3          | DEF        | Jesús Solana          |     |
| 4          | MED        | Michel González       |     |
| 8          | MED        | Bernd Schuster        |     |
| 11         | MED        | Rafael Martín Vázquez | 70' |
| 6          | MED        | Rafael Gordillo       |     |
| 7          | DEL        | Emilio Butragueño     |     |
| 9          | DEL        | Hugo Sánchez          |     |
| Entrenador | Entrenador | Leo Beenhakker        |     |

| 1          | POR        | Mauro Ravnić                |     |
| 2          | DEF        | Branko Miljuš               |     |
| 4          | DEF        | Albert Albesa               |     |
| 5          | DEF        | Gonzalo Arguiñano           |     |
| 3          | DEF        | José Lemos                  |     |
| 11         | MED        | Luis Miguel Martínez Damián |     |
| 6          | MED        | Fernando Hierro             |     |
| 10         | MED        | Luis Mariano Minguela       |     |
| 8          | MED        | Ricardo Albis               | 77' |
| 7          | DEL        | Janko Janković              |     |
| 9          | DEL        | Manolo Peña                 |     |
| Entrenador | Entrenador | Vicente Cantatore           |     |

| 12 | DEF | Miguel Tendillo | 70' |

| 15 | DEL | Gregorio Fonseca | 77' |

|  | 5' | Rafael Gordillo | 1-0 |

|  | 36' | Emilio Butragueño |

|  | 50' | Fernando Hierro |

| Árbitro: | Victoriano Sánchez Arminio |
| Reporte  |                            |

| 1          | POR        | Paco Buyo             |     |
| 2          | DEF        | Chendo                |     |
| 10         | DEF        | Ricardo Gallego       |     |
| 5          | DEF        | Manolo Sanchís        |     |
| 3          | DEF        | Jesús Solana          |     |
| 4          | MED        | Michel González       |     |
| 8          | MED        | Bernd Schuster        |     |
| 11         | MED        | Rafael Martín Vázquez | 70' |
| 6          | MED        | Rafael Gordillo       |     |
| 7          | DEL        | Emilio Butragueño     |     |
| 9          | DEL        | Hugo Sánchez          |     |
| Entrenador | Entrenador | Leo Beenhakker        |     |

| 1          | POR        | Mauro Ravnić                |     |
| 2          | DEF        | Branko Miljuš               |     |
| 4          | DEF        | Albert Albesa               |     |
| 5          | DEF        | Gonzalo Arguiñano           |     |
| 3          | DEF        | José Lemos                  |     |
| 11         | MED        | Luis Miguel Martínez Damián |     |
| 6          | MED        | Fernando Hierro             |     |
| 10         | MED        | Luis Mariano Minguela       |     |
| 8          | MED        | Ricardo Albis               | 77' |
| 7          | DEL        | Janko Janković              |     |
| 9          | DEL        | Manolo Peña                 |     |
| Entrenador | Entrenador | Vicente Cantatore           |     |

| 12 | DEF | Miguel Tendillo | 70' |

| 15 | DEL | Gregorio Fonseca | 77' |

|  | 5' | Rafael Gordillo | 1-0 |

|  | 36' | Emilio Butragueño |

|  | 50' | Fernando Hierro |

| Árbitro: | Victoriano Sánchez Arminio |
| Reporte  |                            |

|                           |
|                           |
| Campeón Real Madrid C. F. |
| 16.° título               |